# يوهان جورج شتورم
يوهان جورج شتورم (بالألمانية: Johann Georg Sturm)‏ هو رسام نباتي ‏ ألماني، ولد في 1742 في نورنبرغ في ألمانيا، وتوفي بنفس المكان في 9 أبريل 1793.